# Portlandskalksten

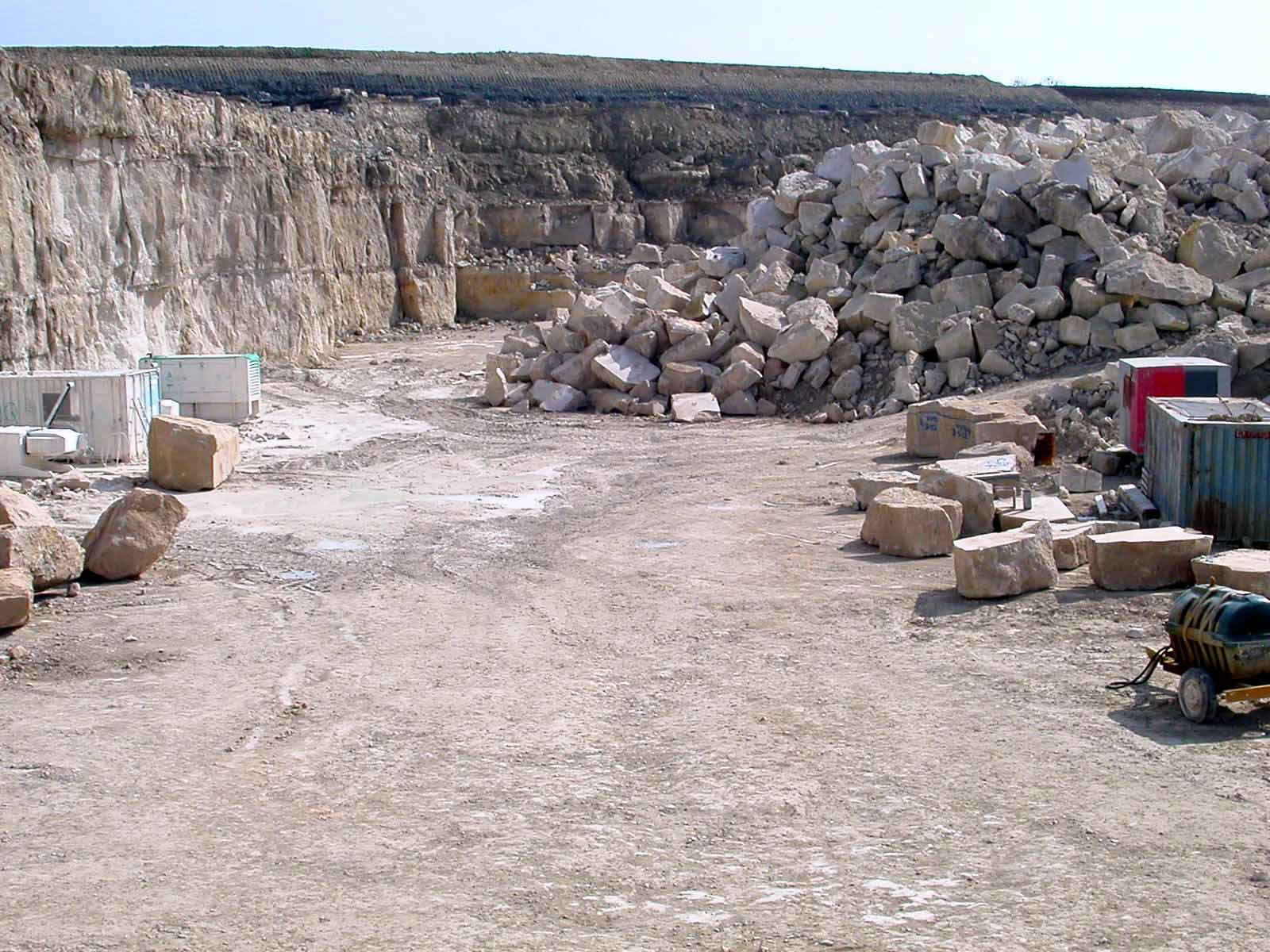
Stenbrott för portlandskalksten, Isle of Portland

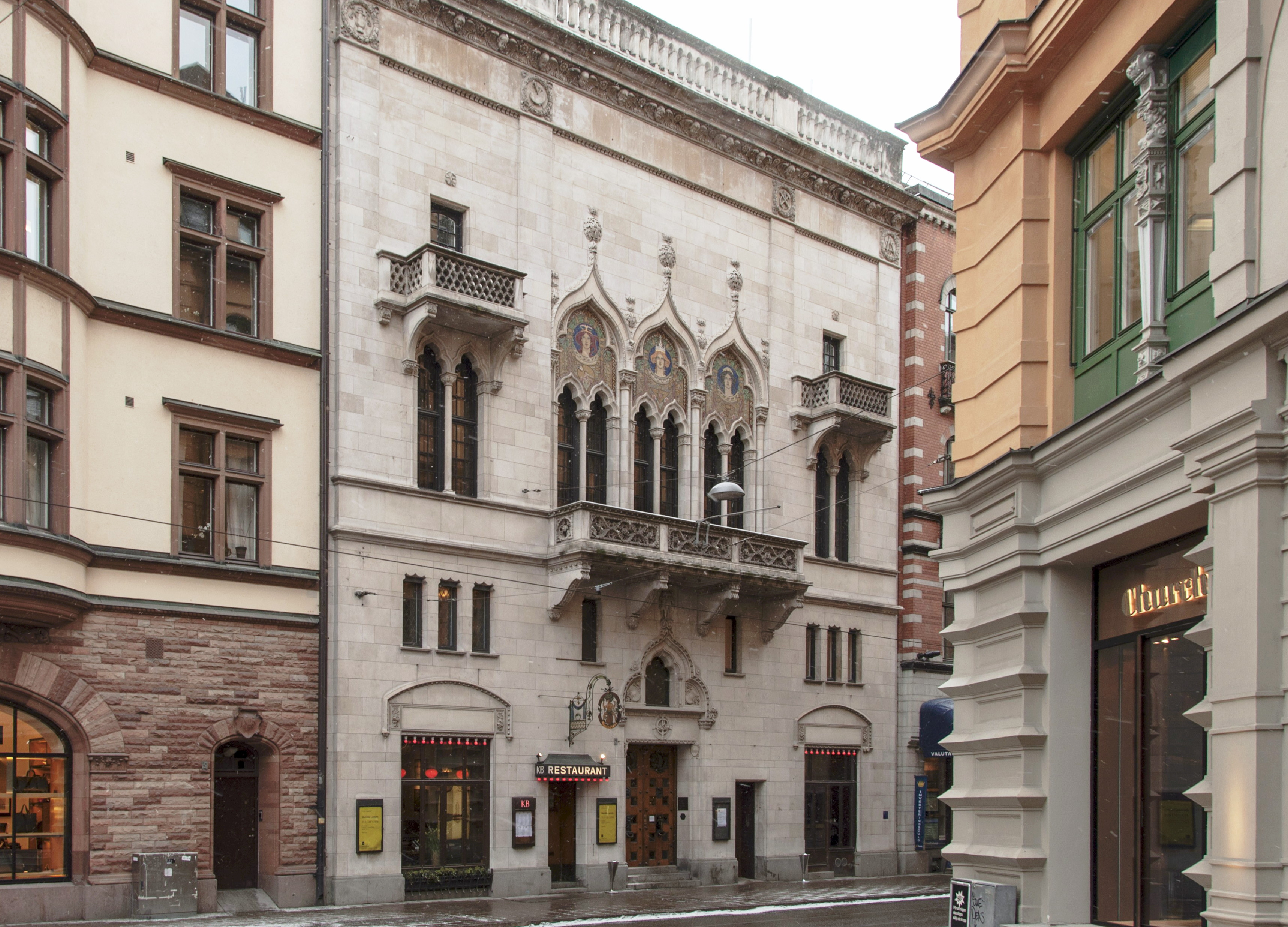
Konstnärshuset i Stockholm

Portlandskalksten är en jurassisk kalksten, bruten på Isle of Portland i Dorset i England. Den har använts mycket som byggnadssten i Storbritannien, särskilt i uppbyggnaden av London efter den stora branden 1666 och särskilt i stora offentliga byggnader i London som St Paul's Cathedral och Buckingham Palace. Den har även exporterats till andra länder. Fasaden till Konstnärshuset i Stockholm är klädd med portlandskalksten.

## Geologi
Portlandskalksten bildades i en marin miljö, på botten av ett grunt, varmt och subtropiskt hav och förmodligen nära land (som framgår av fossiliserad drivved, vilket inte är ovanligt). När havsvatten värms upp av solen, minskar dess förmåga att hålla löst gas och följaktligen lösgöres koldioxid (CO2) till atmosfären som en gas. Kalcium- och bikarbonatjoner i vattnet kan sedan kombineras och bilda kalciumkarbonat (CaCO3) som en utfällning. Processen för kalkavlagringar i en vattenkokare, i områden med hårt vatten, är en liknande process.
Kalciumkarbonat är den huvudsakliga beståndsdelen i de flesta kalkstenar. Miljarder små kristaller av utfällt kalciumkarbonat (kallad kalcit) ackumulerades och bildade kalkslam (kallad mikrit) som täckte havsbotten. Små partiklar av sand eller organiskt detritus, såsom skalfragment, bildade en kärna, som blev belagd med lager av kalcit när de rullades runt i den leriga mikriten. Portlandskalksten mäter 3,5 på Mohs skala av mineralhårdhet.
Kalciten ackumulerades gradvis (genom ansamling) runt skalfragmenten i koncentriska lager och bildade små kulor (med en diameter mindre än 0,5 mm). Denna process liknar det sätt på vilket en snöboll växer i storlek när den rullas i snön. Med tiden blev oräkneliga miljarder av dessa kulor, kända som ooider eller ooliter (efter grekiskans "äggformade", "äggsten"), delvis sammansmälta (eller litifierade) av mer kalcit. De kom därmed att bilda den oolitiska kalkstenen som kallas portlandskalksten.
Cementeringsgraden i portlandskalksten är sådan att stenen är tillräckligt väl cementerad för att den ska stå emot vittring, men inte så väl cementerad att den inte lätt kan bearbetas (skäras och huggas) av murare. Detta är en av anledningarna till att portlandskalksten är så uppskattad som sten till monument och byggnader.
Geoff Townson genomförde en treårigt doktorandforskning på Portlandian, och var den första att beskriva patch-revfacies och Dorsetvida sedimentationsdetaljer. Ian West från School of Ocean and Earth Sciences vid Southampton University har genomfört en detaljerad geologisk undersökning av Withies Croft Quarry innan Portland Beds började brytas av Albion Stone plc.

## Historik
Sten har brutits i Portland sedan romartiden och fraktades till London på 1300-talet. Utvinning som industri började i början av 1600-talet, med leveranser till London för Inigo Jones' Banketthus. Wrens val av portlandskalksten för den nya St Paul's Cathedral var ett stort uppsving för stenbrotten och etablerade Portland som Londons val av byggnadssten. Ön var ansluten med järnväg till resten av landet från 1865. Albion Stone PLC har frilagt och brutit portlandskalksten sedan 1984. Portland Stone Firms Ltd har brutit portlandskalksten sedan 1994.

## Substitution
Portlandskalksten anses vara av hög kvalitet, men är något dyr. I fallet med renoveringen av British Museums huvudbyggnad, ersattes den planerade portlandskalkstenen med Anstrude Roche Claire-sten från Frankrike. Denna är en annan liknande (men billigare) oolitisk kalksten.

## Cement
Termen portlandcement myntades av Joseph Aspdin, som 1824 patenterade ett hydrauliskt bindemedel skapat genom att bränna en blandning av kalksten och lera. Detta liknade den tidigare existerande romerska cementen och presenterade ett material som han hoppades skulle se ut som den berömda portlandbyggnadsstenen.